# Кубок Футбольной ассоциации (трофей)
Ку́бок Футбо́льной ассоциа́ции (англ. FA Cup trophy) — главный приз, вручаемый победителям Кубка Англии по футболу (известного также как Кубок вызова Футбольной ассоциации), проводимого Английской футбольной ассоциацией. Трофей разыгрывается ежегодно, начиная с сезона 1871/1872, что делает его старейшим футбольным турниром в мире.
Трофей Кубка Англии является собственностью Футбольной ассоциации Англии. После окончания финального матча кубок вручается победившей команде, которая хранит его в должном виде и состоянии до марта следующего года; если кубок будет утерян, уничтожен или повреждён, клуб должен будет выплатить ассоциации страховую стоимость трофея. С согласия Футбольной ассоциации команда-победительница может сделать себе копию кубка.
Текущий Кубок Футбольной ассоциации является уже пятым в истории. Оригинальный кубок, выполненный в виде вазы на ножке, вручался с 1872 по 1895 год, пока не был украден; с 1896 по 1910 год вручалась его копия, которая была подарена на память президенту Футбольной ассоциации лорду Артуру Киннэрду. В своём современном виде трофей вручается с 1911 года по настоящее время. За это время сменилось уже три трофея: первый вручался восемьдесят лет (с 1911 по 1991 год), пока в 1992 году не поступило решение заменить его точной копией в связи со старостью и хрупкостью. С 1992 по 2013 год вручалась его вторая копия, выполненная ювелирной компанией «Тойе, Кеннинг и Спенсер». С 2014 года вручается третья копия, выполненная лондонским мастером Томасом Лайтом.
Всего за более чем 130-летнюю историю Кубка Англии его трофеем владели 43 клуба; абсолютным рекордсменом по количеству выигрышей является лондонский «Арсенал», побеждавший в турнире 14 раз.
Первый обладатель Кубка Футбольной ассоциации — «Уондерерс»; текущий обладатель — «Кристал Пэлас», победивший в финале Кубка Англии 2025 года «Манчестер Сити» со счетом 1:0.

## История

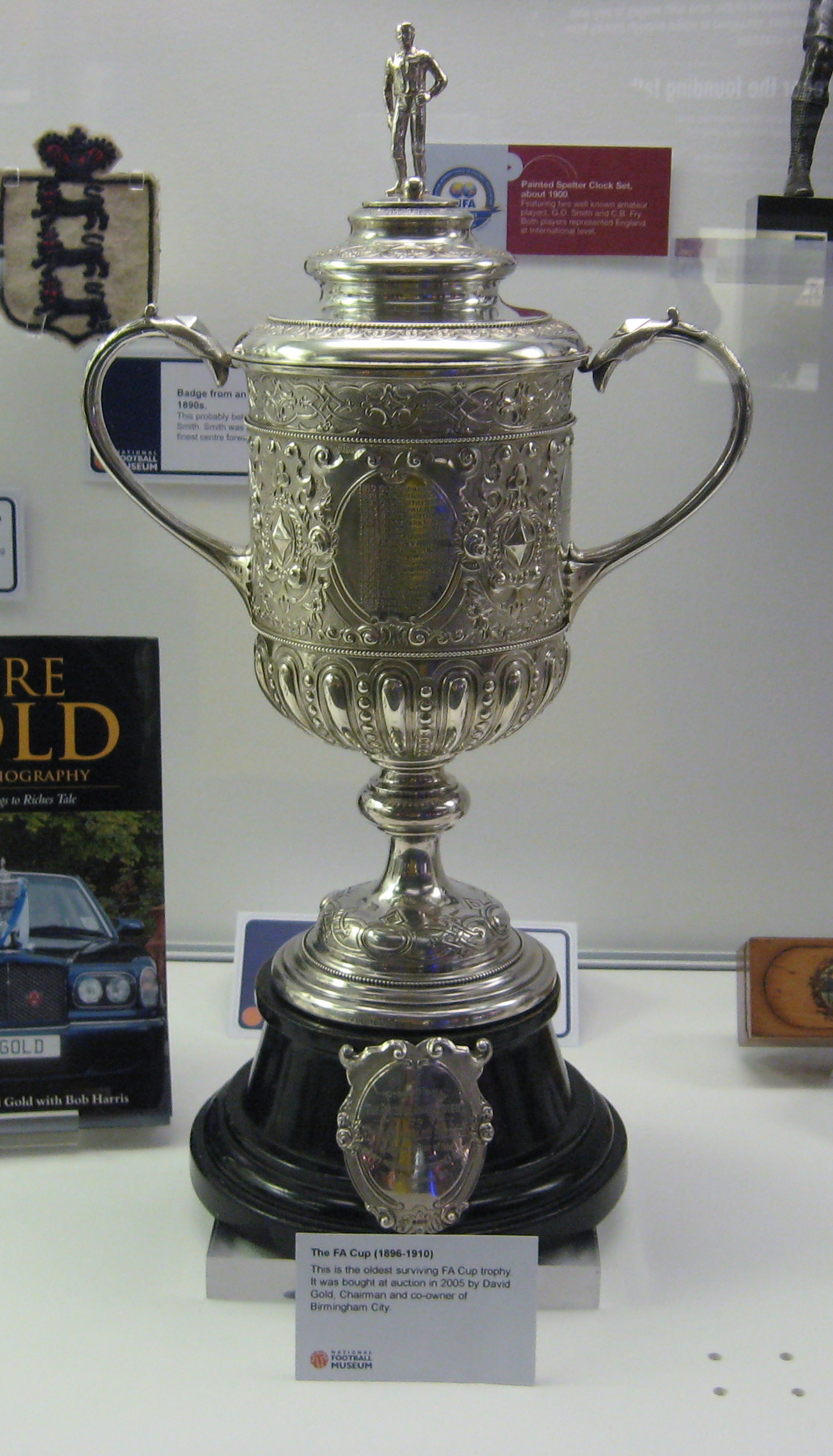
Второй трофей Кубка Англии, который вручался с 1896 по 1910 годы. Сейчас находится в экспозиции Национального музея футбола

Первый оригинальный трофей, вручавшийся с 1872 по 1895 год, был изготовлен компанией Martin, Hall & Co. Прозванный болельщиками «Маленьким оловянным идолом» он состоял из серебра, высота его была не больше 18 дюймов, а стоимость изготовления составила 20 фунтов. Деньги на изготовление трофея собрали на пожертвования. Трофей представлял собой увенчанный статуэткой футболиста с мячом цилиндрический кубок, снизу крепящийся на ножке к основанию; от кубка сбоку отходили две изогнутые ручки.
Первым обладателем оригинального первого кубка был лондонский клуб «Уондерерс», обыгравший в первом финале Кубка Англии «Ройал Энджинирс».
В сезоне 1877/1878 футболисты «Уондерерс» выиграли свой третий кубок подряд (и пятый раз в общем за семь лет), и по тогдашнему действующему регламенту они имели право оставить у себя трофей на вечное хранение. Однако капитан клуба и по совместительству секретарь Футбольной ассоциации Англии Чарльз Алкок вернул выигранный трофей ассоциации и был инициатором поправки в регламент турнира, по которой кубок навсегда оставался переходящим.
Последним обладателем первого трофея стала бирмингемская «Астон Вилла» в 1895 году. 11 сентября 1895 года, через четыре месяца после завоевания кубка, он был украден из витрины магазина футбольной экипировки Уильяма Шиллока на Ньютон-роу в Бирмингеме, где выставлялся на обозрение. После этого первый трофей Кубка Англии больше никто не видел, официальное расследование полиции ни к чему не привело. Спустя более 60 лет некто Генри Джеймс Бёрдж взял на себя вину за это преступление, рассказав журналистам, как они с двумя сообщниками якобы похитили кубок и в ту же ночь переплавили для изготовления поддельных монет в полкроны. Однако бирмингемская полиция, заинтересовавшаяся выпущенным интервью, нашла существенные различия между материалами дела и рассказанной Бёрджем историей и отказалась от его судебного преследования.
Футбольная ассоциация Англии наложила на «Астон Виллу» штраф в 25 фунтов, которые пошли на изготовление нового трофея. Им стала копия украденного кубка, которая была выполнена Говардом Вотоном из Бирмингема, бывшим футболистом, а на тот момент хозяином небольшой сереброплавильной фирмы. Дизайн кубка был воспроизведён по нескольким миниатюрным копиям украденного трофея, сделанными по заказу футбольного клуба «Вулверхэмптон Уондерерс» после их победы в Кубке Англии в 1893 году.
Второй кубок вручался с 1896 по 1910 год, пока Футбольная ассоциация не признала, что истинный дизайн кубка не совсем соответствует дизайну первого; тогда же ассоциация решила заказать и вручать совершенно новый кубок. Старый же был передан в дар тогдашнему президенту президенту Футбольной ассоциации лорду Артуру Киннэрду, занимавшему на тот момент свой пост уже 21 год. 19 мая 2005 года этот трофей был куплен Дэвидом Голдом, председателем футбольного клуба «Бирмингем Сити», на аукционе «Кристис» за 478 000 фунтов стерлингов. Сейчас он экспонируется на выставке в Национальном музее футбола в Манчестере.
Третий трофей (копией которого является и кубок, используемый в настоящее время) был изготовлен ювелирной компанией «Фатторини и сыновья» из Брадфорда и впервые вручён в 1911 году. Примечательно, что в этом году Кубок выиграл именно клуб из Брадфорда, «Брэдфорд Сити» (кроме того, это единственный случай, когда клуб из Брадфорда выходил в финал Кубка Англии). Дизайном третий кубок кардинально отличался от предыдущих: он представлял собой цилиндрическую серебряную вазу, крепящуюся на небольшом постаменте со съёмной крышкой. Постамент тоже является съёмным, на нём гравируются имена команд-победительниц. Кубок был 48,3 см высотой (без подставки) и весом 4,96 кг, стоимость его составила 50 гиней. С момента первого вручения в 1911 году и по настоящее время дизайн Кубка Футбольной ассоциации не менялся.
Третий кубок вручался 80 лет (с 1911 по 1991 год), пока из-за долгого использования не стал очень хрупким. В связи с этим британская ювелирная компания «Тойе, Кеннинг и Спенсер» изготовила его точную копию, которая использовалась с 1992 по 2013 год. Сейчас эти трофеи хранятся в штаб-квартире Футбольной ассоциации на «Уэмбли».
В 2014 году лондонскому «Арсеналу» был вручён новый, пятый по счёту трофей. Он был выполнен лондонским мастером Томасом Лайтом. Нынешний трофей, выполненный из стерлингового серебра, является чуть более массивной копией двух предыдущих версий кубка: масса его стала 6,3 кг, высота — 61,5 см.

Галерея клубов с трофеями Кубка Англии
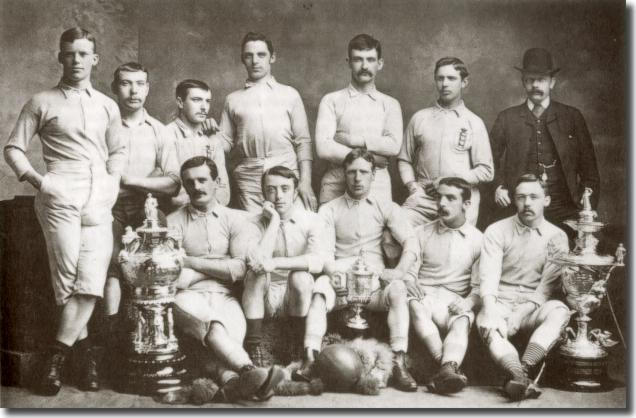
«Блэкберн Роверс» - победители Кубка Англии сезона 1883/1884. Трофей Кубка Англии в руках Джеймса Брауна (в центре)
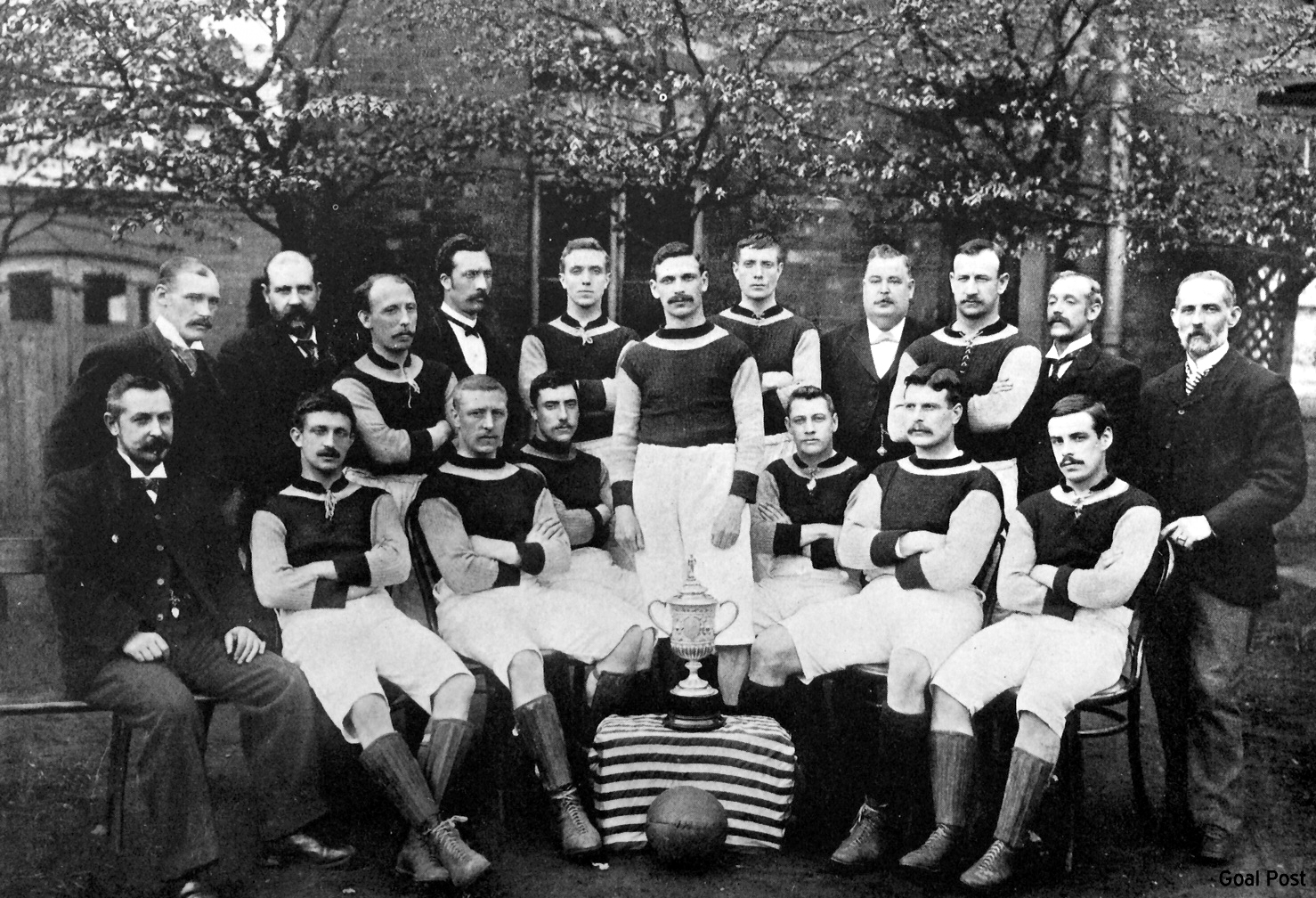
Игроки «Астон Виллы» с кубком, завоёванным в сезоне 1894/1895
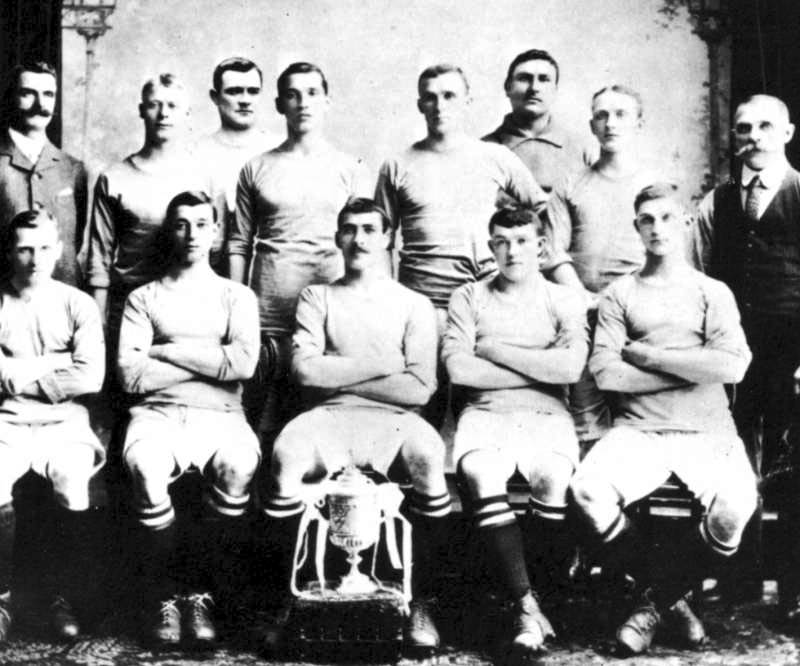
«Манчестер Сити» завоевал свой первый Кубок Англии (сезоне 1903/1904)
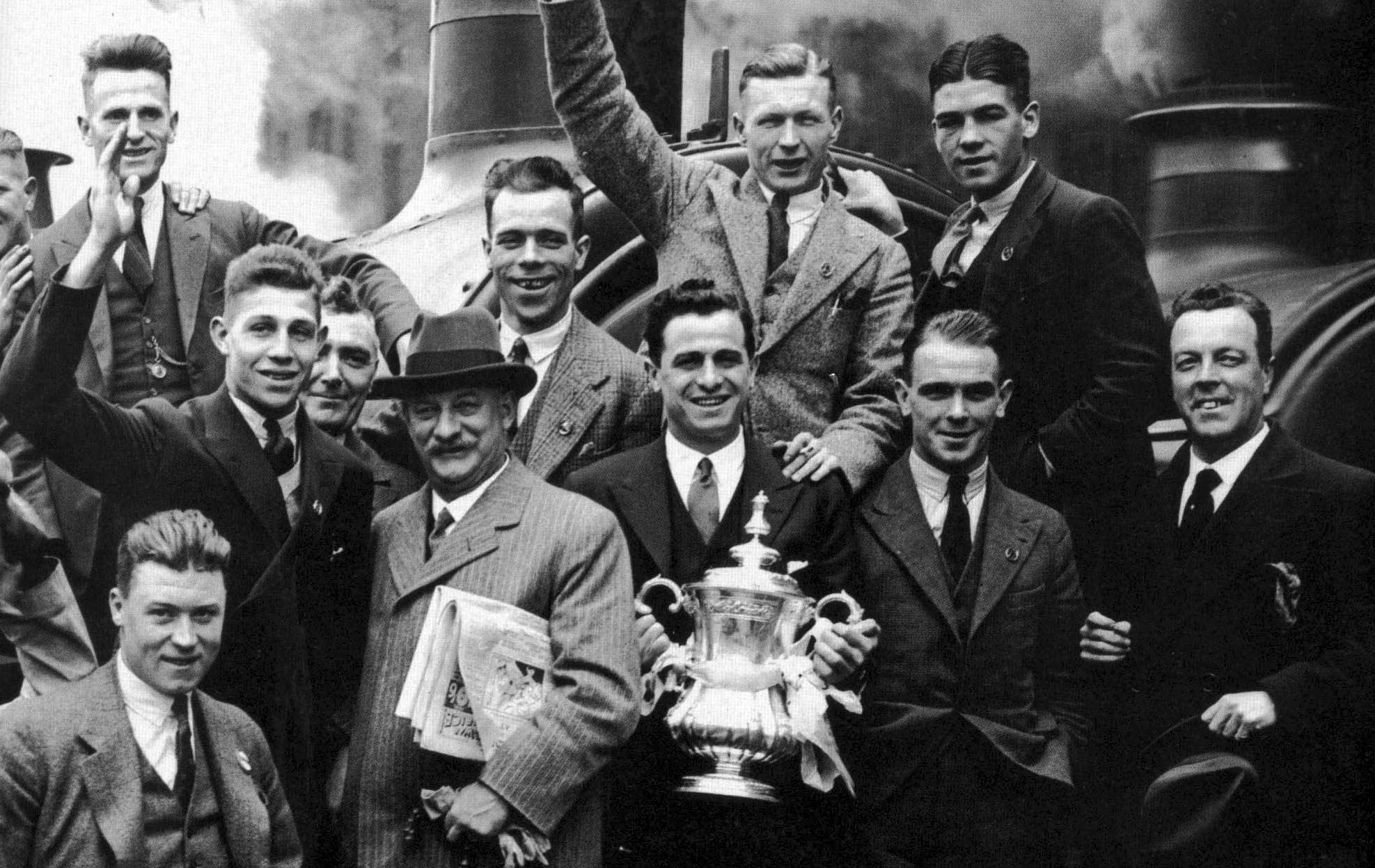
Футболисты «Вест Бромвич Альбион» с кубком (победа в сезоне 1930/1931)

## Вручение и празднование

### Церемонии награждения

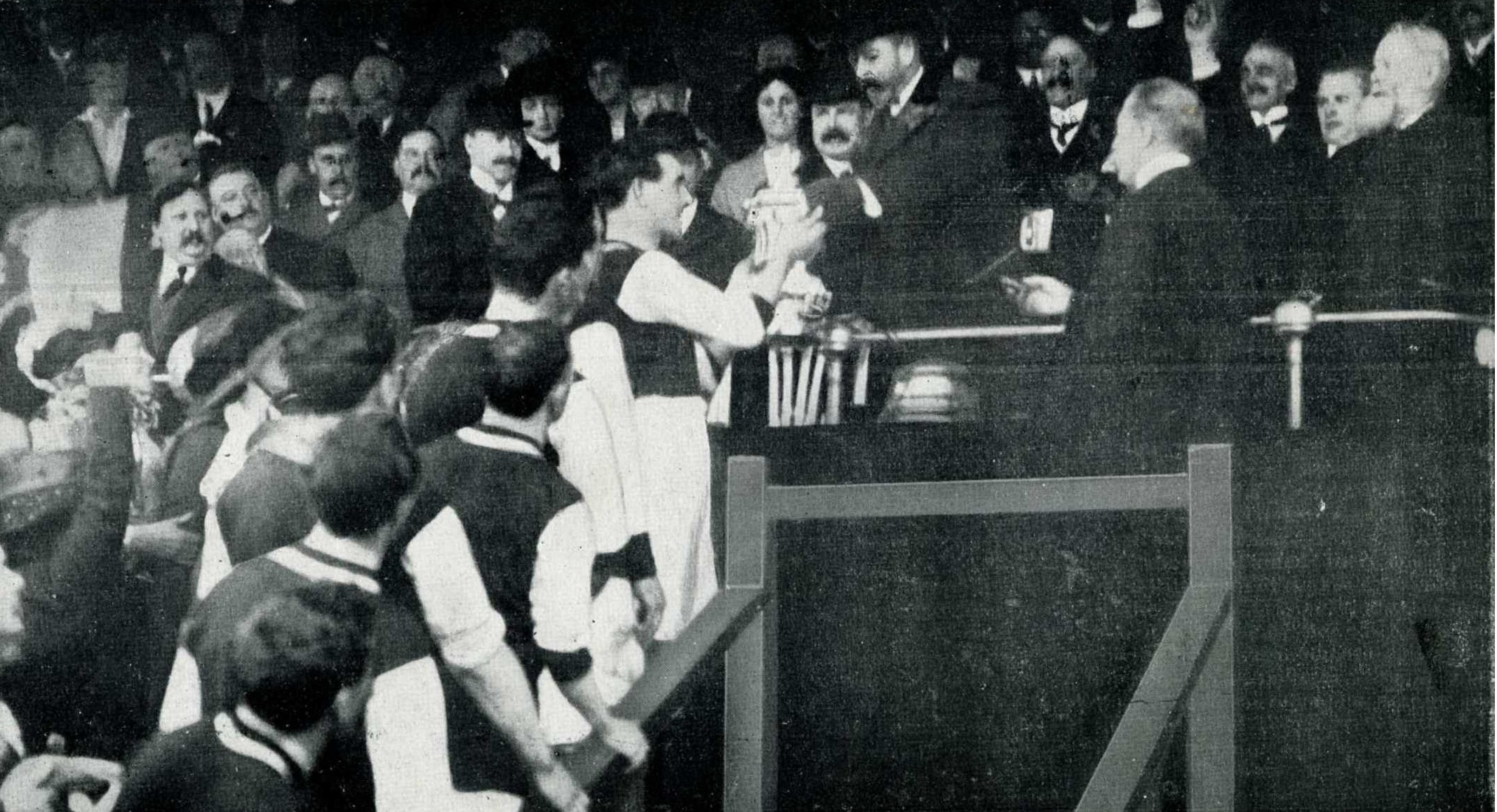
Король Георг V вручает трофей Кубка Англии капитану «Бернли» после победы над «Ливерпулем» в финале 1914 года

Начиная с первого финала 1872 года и вполь до 1882 года команда-победительница получала кубок в конце сезона на традиционном ежегодном ужине, который организовывала Футбольная ассоциация. В частности, победители первого кубка, футболисты «Уондерерс», получили трофей в торжественной обстановке 11 апреля 1872 года из рук тогдашнего президента Футбольной ассоциации Эбенезера Морли на ежегодном обеде в ресторане Poll Mall на Чаринг-Кросс.
С 1883 года вручение кубка традиционно производится сразу после окончания финального матча. За всю историю розыгрышей финалы проходили на разных стадионах (больше всего матчей приняли лондонские стадионы «Кеннингтон Овал», «Кристал Пэлас» и «Стэмфорд Бридж»), но с момента постройки в 1923 году стадиона «Уэмбли», финальные матчи неизменно стали проходить там. С 2001 по 2006 год стадион «Уэмбли» реконструировался, поэтому финалы проходили в Кардиффе на стадионе «Миллениум». С 2007 года финальные матчи за Кубок Англии вновь стали проводиться на новом «Уэмбли».
На «Уэмбли» вручение трофея производится в Королевской ложе. Футболисты, ведомые капитаном команды, поднимаются по ступеням стадиона к ложе, где им вручается трофей, а затем спускаются по ступеням с другой стороны. После этого обычно празднование продолжается на поле. На стадионе «Миллениум» вручение кубка проходило на подиуме, установленном на футбольном поле.
Перед вручением кубок украшается ленточками цвета победившей команды. На этот счёт есть известная английская загадка: «Что всегда берут на финал Кубка Англии, но никогда не используют?» (Ответ: «ленточки проигравшей команды»). На самом деле, это не совсем правда, так как перед финальным матчем на Кубок вешают оба комплекта клубных ленточек, а ленточки проигравшей команды снимают перед церемонией награждения. Эта традиция была прервана в 2012 году по желанию американской пивоваренной компании Budweiser, ставшего спонсором Кубка Англии в 2011 году на три года, когда «Челси» был вручён трофей с лентами голубого и красного цвета (в цвет имени спонсора и логотипа кубка). В 2013 году трофей с такими же ленточками был вручён «Уигану», а в 2014 году футболисты «Арсенала» получили трофей с красными и белыми ленточками с логотипами спонсора, совпадающими, однако, с их клубными цветами.
Кубок футболисты получают из рук руководителей Футбольной ассоциации и монарха или члена королевской семьи, традиционно присутствующих на финальном матче с 1914 года, когда на финале впервые появился король Георг V, который и вручил футболистам «Бернли» почётный трофей. В 1923 году король Георг V вручил кубок футболистам «Болтона» на первом финале, прошедшем на «Уэмбли», а в 1924 году кубок из рук принца Уэльского, будущего короля Эдуарда VIII, получили игроки «Ньюкасл Юнайтед».
В 1937 году кубок футболистам «Сандерленд» впервые вручал король Георг VI с супругой Елизаветой. Вплоть до своей смерти в 1952 году, Георг VI с женой были постоянными гостями на финалах Кубка Англии.
В 1949 году свой первый финал Кубка Англии посетила принцесса Елизавета II со своим мужем Филиппом, герцогом Эдинбургским и дядей Генри, герцогом Глостерским, который с 1957 по 1963 год будет занимать пост президента ассоциации. Свой первый финал в качестве королевы Елизавета II посетила в 1953 году, ровно за месяц до своей коронации.
Так как с 1939 года президентами Футбольной ассоциации являются члены королевской семьи, они неизменно присутствуют на финальных матчах. Больше всего награждений провёл являвшийся в 1971—2000 годах президентом Футбольной ассоциации Эдвард, герцог Кентский со своей женой Екатериной. Кроме этого, часто в церемонии награждения участвовали сама королева Елизавета II с мужем Филиппом, принц Чарльз со своей супругой Дианой, принцессы Александра, Маргарет и Анна, а также Королева-мать Елизавета.
В 2001 году в первый раз как президент ассоциации трофей вручал Эндрю, герцог Йоркский, а с 2006 года главным лицом от королевской семьи на вручении выступает принц Уильям, текущий президент Футбольной ассоциации.
В 1904 году кубок впервые вручал действующий премьер-министр Великобритании: капитан «Манчестер Сити» Билли Мередит получил трофей из рук тогдашнего премьер-министра Артура Бальфура, покровителя клуба. После этого главный трофей Кубка Англии премьер-министры вручали ещё дважды: в 1952 году Уинстон Черчилль вручил кубок футболистам «Ньюкасл Юнайтед», а в 2011 году Дэвид Кэмерон вместе с почётным гостем, капралом британской армии Марком Уордом, вручили трофей капитану «Манчестер Сити» Карлосу Тевесу.

### Парады
Традиционно после финала команда-победительница устраивает парад по случаю завоевания кубка. Обычно во время парада команда передвигается по городу по заранее выбранному маршруту на открытом автобусе в окружении болельщиков.

Празднование и парады после победы
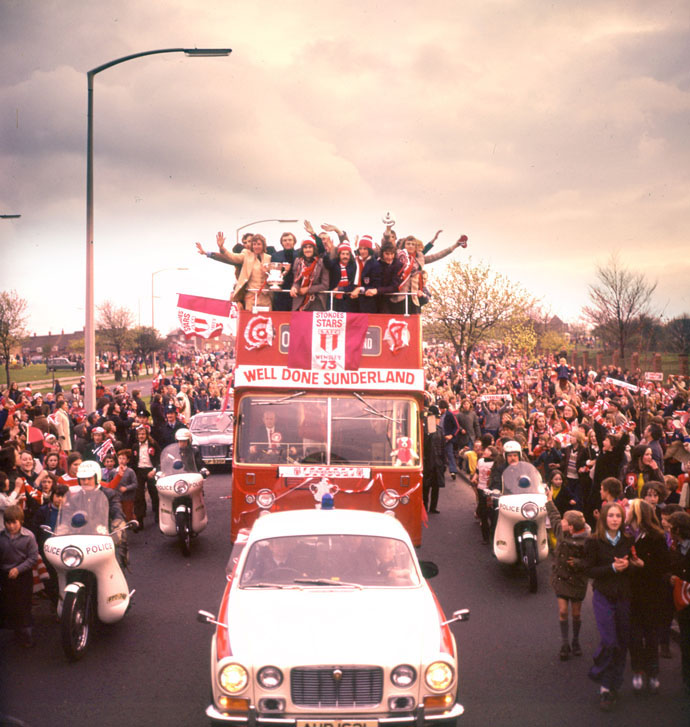
Игроки и болельщики «Сандерленда» на параде в 1973 году
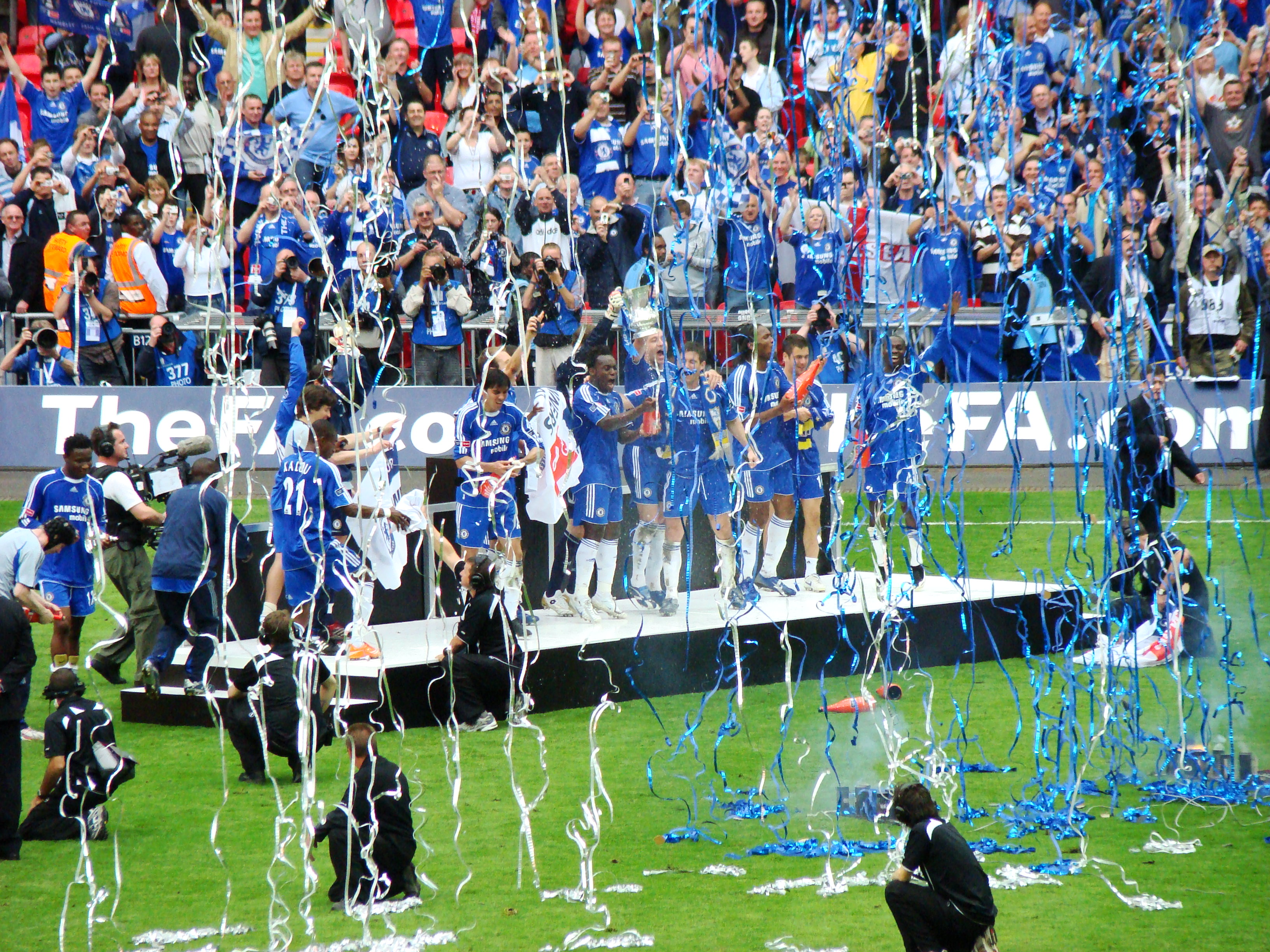
«Челси» празднует завоевание кубка в сезоне 2006/2007 на подиуме вновь открытого стадиона «Уэмбли»
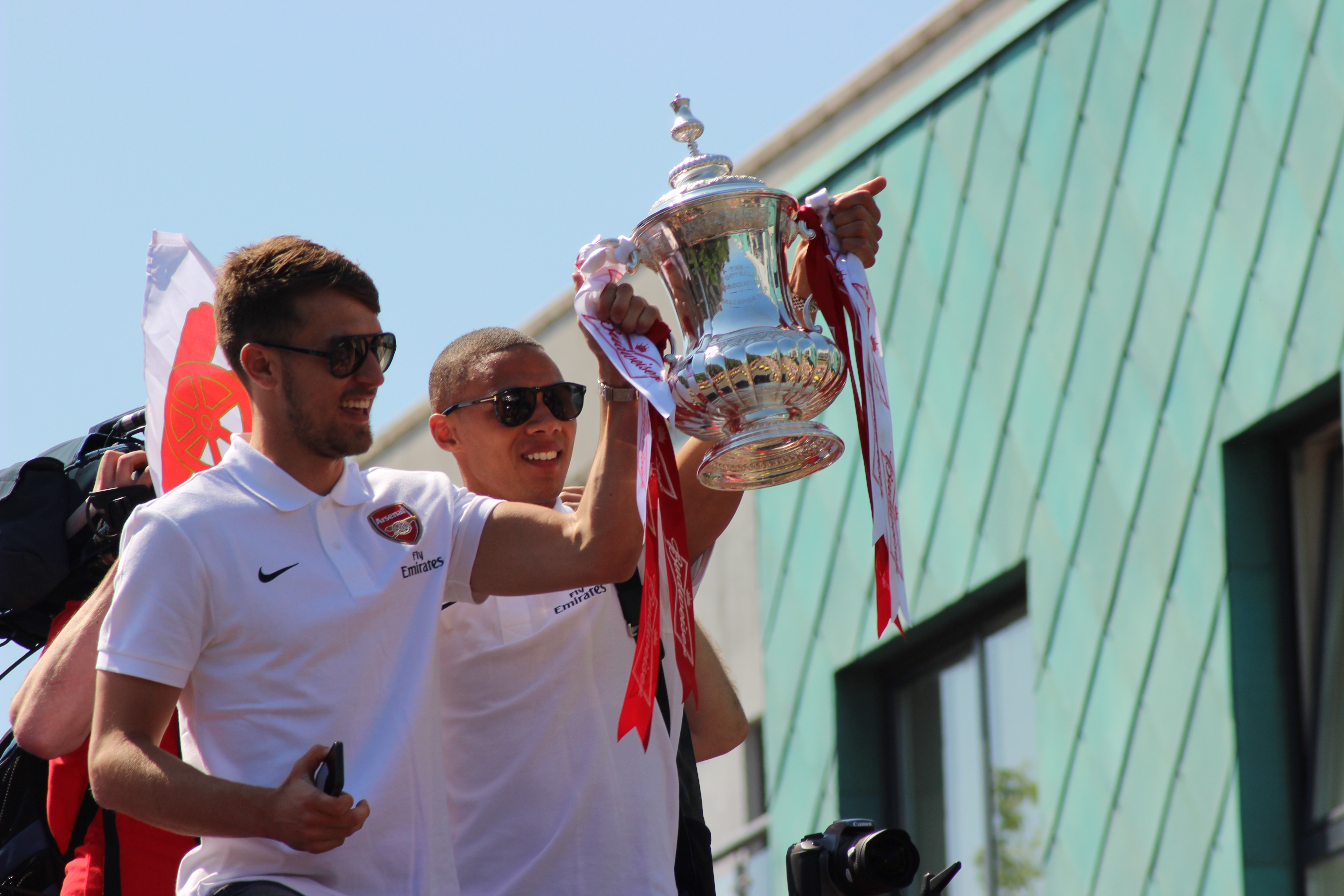
Игроки «Арсенала» Арон Рэмзи и Киран Гиббс с кубком в руках на праздновании победы в сезоне 2013/2014

## Путешествия кубка

### Трофи-тур 2012/2013
В сезоне 2012/2013 Футбольной ассоциацией был организован трофи-тур главного трофея Кубка Англии по городам в целях поддержки местных футбольных клубов и популяризации истории старейшего футбольного соревнования в мире. В рамках тура кубок побывал в Манчестере, Бирмингеме, Милтон-Кинсе, Шеффилде, Мидлсбро; все посетители могли увидеть трофей на экспозициях, узнать побольше о его истории и сфотографироваться с ним.

### Акция «Мечтали поднять кубок?»
Одновременно с трофи-туром 2012/2013 Футбольная ассоциация дала старт акции «Мечтали поднять кубок?», суть которой заключалась в предоставлении любому ребёнку в Англии шанса на сутки забрать себе главный трофей старейшего футбольного турнира в мире. По условиям розыгрыша, ребёнку должно быть меньше 12 лет, а семья-победитель определялась случайным образом на официальной странице Кубка Англии в социальной сети Facebook. Розыгрыш проходил перед каждым раундом Кубка, начиная с третьего; перед финалом был выбран абсолютный победитель, который выиграл право провести с трофеем и своей семьей ночь перед финалом Кубка на стадионе «Уэмбли».
В сезоне 2013/2014 Футбольная ассоциация Англии решила продолжить акцию, при этом всем детям, участвующим в розыгрышах, была предоставлена возможность выйти с футболистами на поле в полуфиналах на «Уэмбли».

### Сезон2013/2014
В сезоне 2013/2014 футболисты «Уигана» организовали трофи-тур кубка в каждую начальную и среднюю школу Уигана. Школьники имели возможность сфотографироваться с трофеем; также в ходе тура были собраны деньги, которые пошли на благотворительность.
В апреле кубок посетил Грейтвудскую общественную школу в Скиптоне в рамках подведения итогов конкурса на лучшую копию Кубка Англии, сделанную школьниками. Грейтвудская школа стала одной из десяти школ, победивших в конкурсе. Презентовал кубок бывший игрок клуба «Манчестер Юнайтед» Гари Паллистер.
За несколько дней до финала 2014 года трофей Кубка Англии посетил Сидмутскую начальную школу в городе Кингстон-апон-Халл; приезд трофея был приурочен к будущему выступлению клуба «Халл Сити» из этого города в финале Кубка Англии.

### Сезон2014/2015
Через несколько дней после финала на «Уэмбли» кубок из Лондона отправился в Дубай, в штаб-квартиру компании Emirates Airline, являющейся спонсором «Арсенала».
В 2014 году, через месяц после завоевания трофея, игроки «Арсенала» демонстрировали трофей в нескольких школах в рамках проекта помощи обучения школьников грамоте и языку. Также трофей экспонировался на стадионе «Эмирейтс», где была проведена серия языковых конкурсов среди студентов со всей Англии.

## Обладатели

### Команды
За всю историю Кубка Футбольной ассоциации его трофеем владели 43 клуба. Абсолютный рекорд принадлежит лондонскому «Арсеналу», побеждавшему в турнире 13 раз.
Шесть клубов выигрывали Кубок Англии два и более раза подряд: «Уондерерс» (1872, 1873 и 1876, 1877, 1878), «Блэкберн Роверс» (1884, 1885, 1886 и 1890, 1891), «Ньюкасл Юнайтед» (1951, 1952), «Тоттенхэм Хотспур» (1961, 1962 и 1981, 1982), «Арсенал» (2002, 2003 и 2014, 2015) и «Челси» (2009, 2010). Только «Уондерерс» и «Блэкберн Роверс» выигрывали кубок трижды подряд: в 1876, 1877, 1878 и 1884, 1885, 1886 годах соответственно.
Единственной неанглийской командой, владевшей кубком, является валлийский клуб «Кардифф Сити», выигравший турнир в 1927 году.

### Игроки и тренеры
Рекордсменом среди игроков по количеству выигранных Кубков Англии является Эшли Коул, побеждавший в Кубке семь раз: трижды с «Арсеналом» (2002, 2003, 2005) и четырежды с «Челси» (2007, 2009, 2010, 2012).
Среди тренеров рекордсменом по количеству завоёванных кубков является Арсен Венгер, завоевавший семь трофеев с «Арсеналом». Томас Митчелл является рекордсменом по выигранным кубкам подряд — трижды (в 1884, 1885 и 1886 годах) он приводил «Блэкберн Роверс» к успеху в Кубке Англии.